# 巴爾塔西區

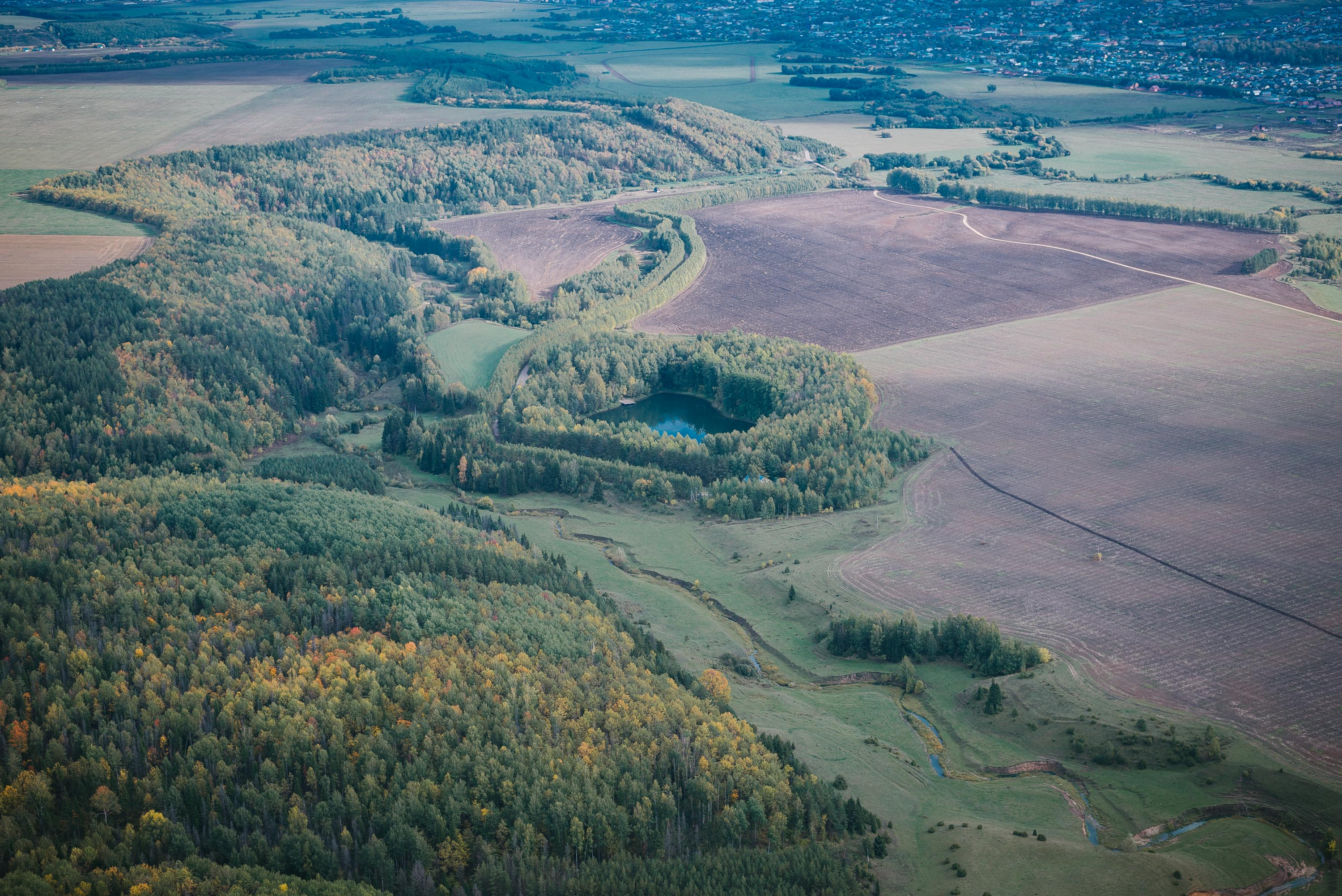

56°20′37″N 50°12′19″E / 56.34361°N 50.20528°E
巴爾塔西區（俄语：Балтасинский район），是俄羅斯的一個區，位於該國西部，由韃靼斯坦共和國負責管轄，面積1,094.5平方公里，2010年人口33,879，人口密度每平方公里30.95人。